# Caserne maritime
La Caserne maritime (finnois : Merikasarmi) est un ensemble de bâtiments situé dans le quartier Katajanokka à Helsinki en Finlande. 

## Histoire

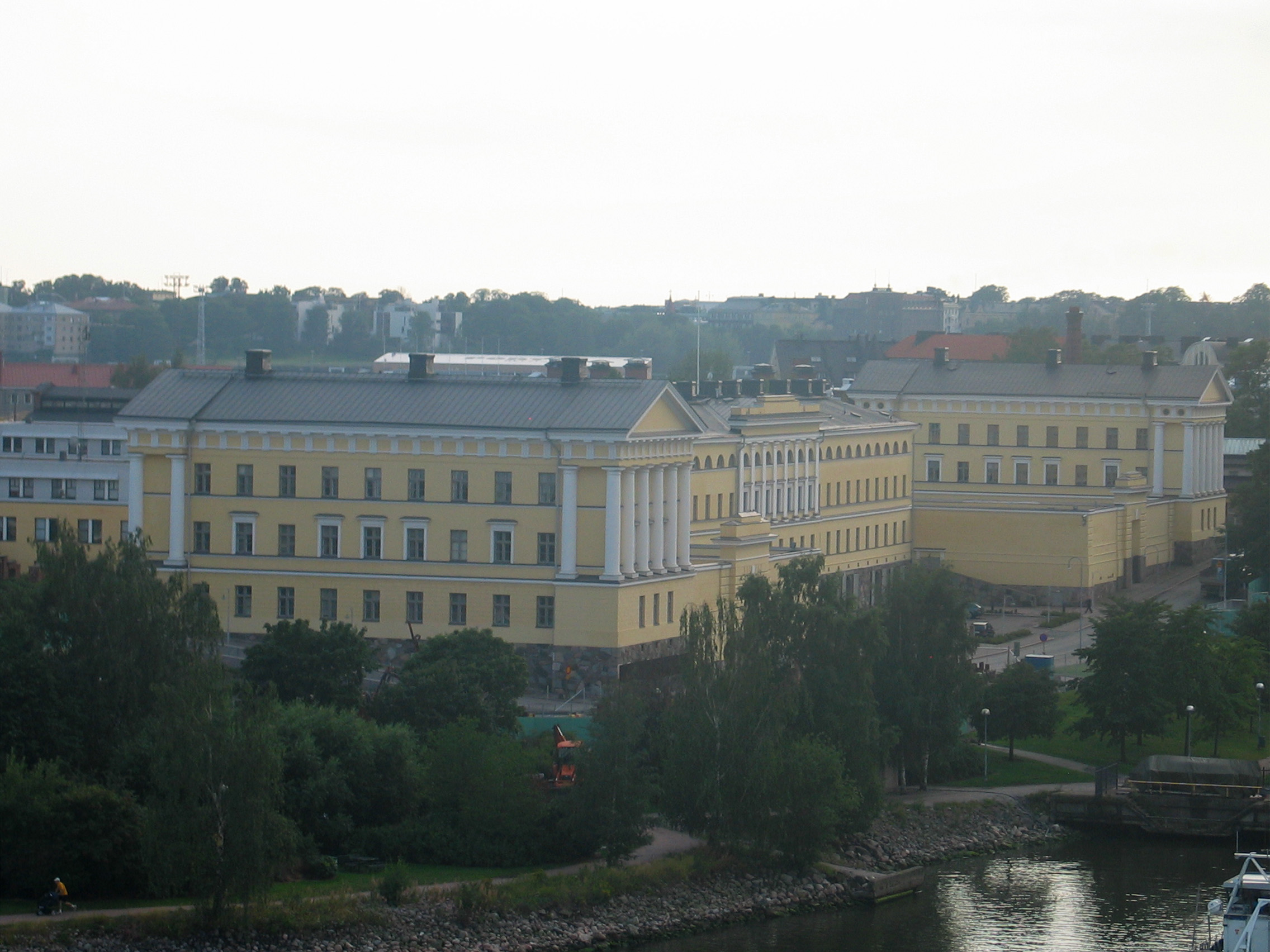
la caserne maritime.

### La période russe
La caserne est située sur la côte nord de la péninsule de Katajanokka.
À la suite du Traité de Nystad, à l'emplacement actuel du casino de Katajanokka, on installe une batterie de canons.
Plus tard les canons d'Helsinki sont transférés à Viapori. 
En 1812, on décide d'utiliser l'ancienne cours des canons pour y bâtir une caserne.
Le concepteur du plan d'urbanisme d’Helsinki est alors Johan Albrecht Ehrenström.
Alexandre Ier de Russie décide en 1816 de financer la construction de la caserne.
Carl Ludvig Engel commence à concevoir les bâtiments en mars 1816.
En 1826, on décide de construite deux bâtiments: l'aile des cuisines et l'aile d’habitation des officiers.
Ces bâtiments sont terminés en 1838.
En 1825, une aile est construite sur la partie occidentale mais l'aile orientale conçue Engel n'est pas construite.
Les premières années, des messes orthodoxes ont lieu dans la caserne.
En 1832, la caserne est affectée à l'équipage maritime de Finlande institué deux ans plus tôt.
C'est pourquoi la caserne de Katajanokka est depuis lors nommée Caserne maritime.
En 1880, l'unité de l'équipage maritime est dissoute et la caserne est à nouveau utilisée par l'armée russe comme point fort de la Flotte de la Baltique. 
Les gouverneurs généraux du Grand-duché de Finlande pensent que la caserne de Katajanokka a un climat mauvais pour la santé des soldats russes[réf. nécessaire].

### La Finlande indépendante

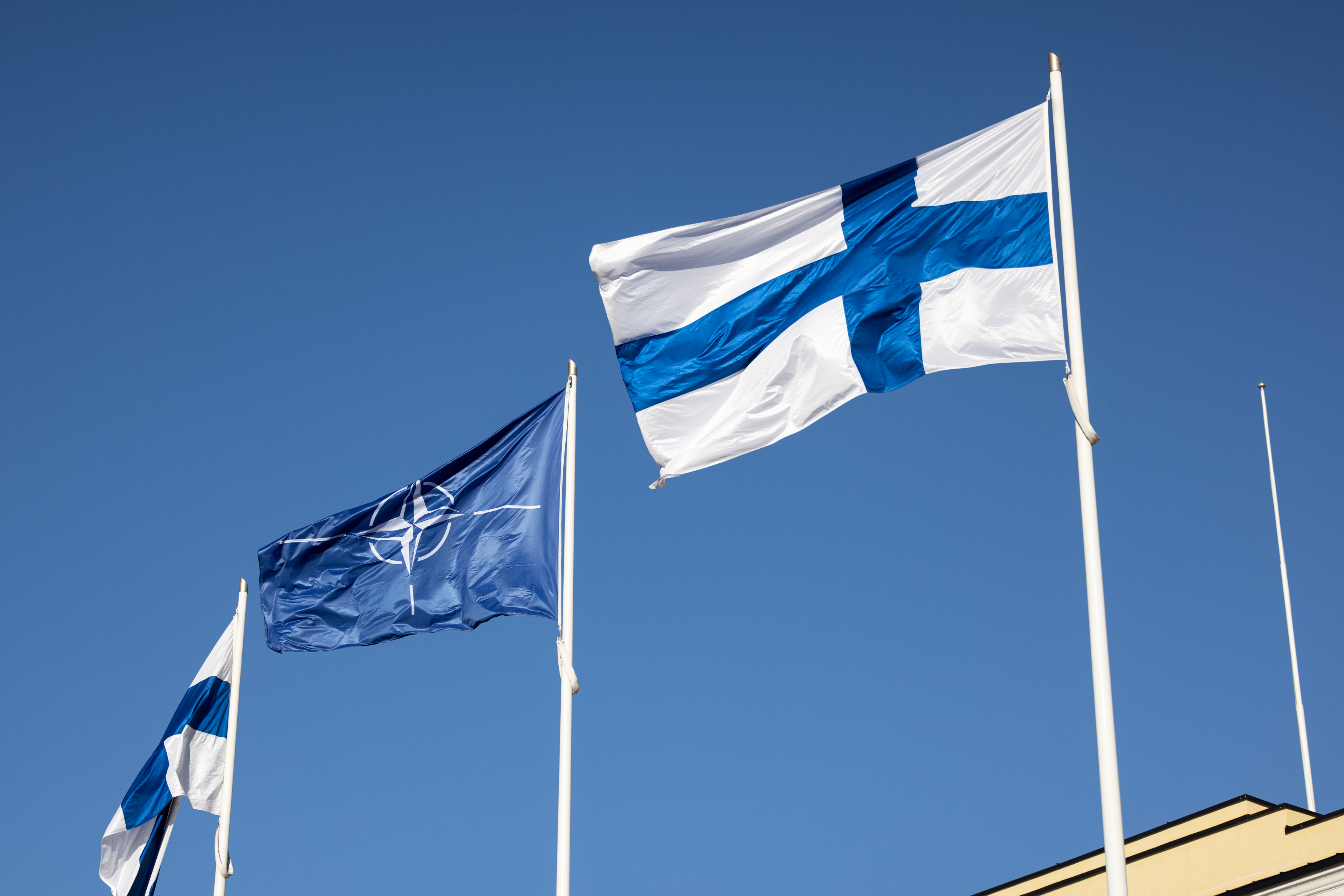
Drapeaux de la Finlande et de l'OTAN hissés le 4 avril 2023 devant le ministère des affaires étrangères à la Caserne maritime.

Après l’indépendance, la caserne est utilisée par la marine finlandaise.
Le commandement des forces maritimes finlandaises (fi) y restera jusqu’en 1958.
Un bataillon de la garde l'utilise jusqu'en 1968 avant de s'installer à Santahamina et à Taivallahti 
En 1972, le conseil d'état décide de confier la caserne au Ministère des Affaires étrangères.
À la suite de modifications conçues par Erik Kråkström, des éléments situés à 22 endroits différents d'Helsinki viennent s'installer dans les locaux de la caserne entre janvier 1986 et septembre 1989. 